# Gabriele Bombasi
Gabriele Bombasi (Reggio nell'Emilia, ottobre 1531 – Roma, novembre 1602) è stato un letterato e collezionista d'arte italiano.
La sua opera più importante fu l'Alidoro, una tragedia con accompagnamento musicale rappresentata a Reggio Emilia nel novembre 1568 alla presenza dei più importanti sovrani e nobili lombardi dell'epoca. Fu poi al servizio dei Farnese prima a Parma e poi a Roma, dove morì. Fu anche committente d'arte, e in particolare fu precoce estimatore e protettore dei fratelli Annibale e Agostino Carracci, che probabilmente devono al Bombasi la loro chiamata a Roma da parte del cardinale Odoardo Farnese.

## Biografia
Fu battezzato nel battistero di Reggio Emilia il 20 ottobre 1531, e dunque nacque uno o due giorni prima di quella data. Il padre era un nobile reggiano, Ludovico Bombasi; la madre era Dorotea Malaguzzi, figlia a sua volta di Publio Valerio Malaguzzi. Questi era fratello di Daria, madre del poeta Ludovico Ariosto. Dunque, la madre di Gabriele era prima cugina del grande poeta. Gabriele era figlio unico. I primi cugini del Bombasi, Orazio e Flaminio Malaguzzi, suoi coetanei, furono entrambi letterati ed ebbero una certa fama. I Bombasi abitavano da tempo nel pieno centro della città, a pochi passi dalla Basilica di San Prospero.
Gabriele sposò nel 1549 Giulia Zoboli, da cui ebbe due figli: Asdrubale, che nacque a Reggio il 27 agosto 1550, e fu battezzato presso quel battistero il 29; e Annibale, che nacque, anch'egli a Reggio, l'8 novembre 1551, e fu ivi battezzato l'11. Due lapidi poste in San Prospero nella parete di ingresso, a destra e a sinistra del portone centrale, ricordano la moglie e uno dei due figli del Bombasi, Annibale. Le lapidi furono ivi collocate nel 1616 dall'altro figlio del Bombasi, Asdrubale. Giulia Zoboli morì il 2 giugno 1572, e Annibale (come spiega l'iscrizione) morì a Giavarino nel 1594, combattendo contro i turchi al seguito di Antonio Medici.
Gabriele aveva studiato legge a Ferrara. Ma negli anni giovanili si dedicò soprattutto alla letteratura, al teatro, alla musica e all'arte. Fece parte di numerose accademie letterarie reggiane, fra cui quella degli Accesi (poi denominata dei Politici, e infine degli Elevati) fondata da Ranuccio II Farnese. Un'altra Accademia, quella dei Trasformati - di cui pure Gabriele faceva parte - gli affidò la stesura dell'Alidoro, di cui si è fatto cenno più sopra, rappresentata a reggio nel novembre 1568. Il Bombasi fu rappresentato in un affresco che decora le pareti del Mauriziano, ovvero della villa dei Malaguzzi-Valeri, in cui aveva trascorso parte della sua giovinezza l'Ariosto: il suo ritratto, con spada, manto nero e barba a punta, fu posto addirittura tra quelli dei più importanti poeti tragici greci e latini.
Nel 1571 divenne governatore di Altamura per i Farnese, per poi rientrare a Reggio un anno dopo. Nel 1573, andò a servire Ottavio Farnese a Parma. Fino alla morte del duca, fece stabilmente parte della corte farnesiana, e spesso fu inviato in missione in varie città d'Italia e anche all'estero. Particolarmente delicate furono alcune missioni compiute a Venezia. Nel settembre 1586 morì Ottavio, e Bombasi fu incaricato di comporre l'elogio funebre del duca, che fu letto durante i funerali nella chiesa della Steccata, svoltisi nel marzo 1587. Nel dicembre 1588, il Bombasi venne mandato a Roma a servire da precettore, o meglio governatore, del giovane Odoardo, figlio del duca Alessandro Farnese, che si trovava nell'Urbe per intraprendere la carriera ecclesiastica sulle orme del cardinale Alessandro.
La salute del cardinale, nel frattempo, peggiorava sempre più, finché nel marzo 1589 il porporato morì, nonostante gli sforzi del famoso medico Mercuriale. A seguito della morte del cardinale, il giovane Odoardo, accompagnato dal Bombasi e da altri, rientrò in Parma, dove fu accolto dal fratello Ranuccio. Il Bombasi proseguì a Parma la sua opera di istruzione ed educazione del giovane principe attraverso l'opera di vari precettori e maestri. Odoardo Farnese finalmente divenne cardinale il 6 marzo 1591, quando non aveva ancora compiuto i 18 anni. Nell'ottobre 1591 il Bombasi ritornò a Roma col cardinale Odoardo. Trascorse gli anni seguenti in Roma insieme al suo cardinale, fino alla morte, che sopraggiunse nel novembre 1602, quando il Bombasi aveva compiuto da poco i 71 anni.

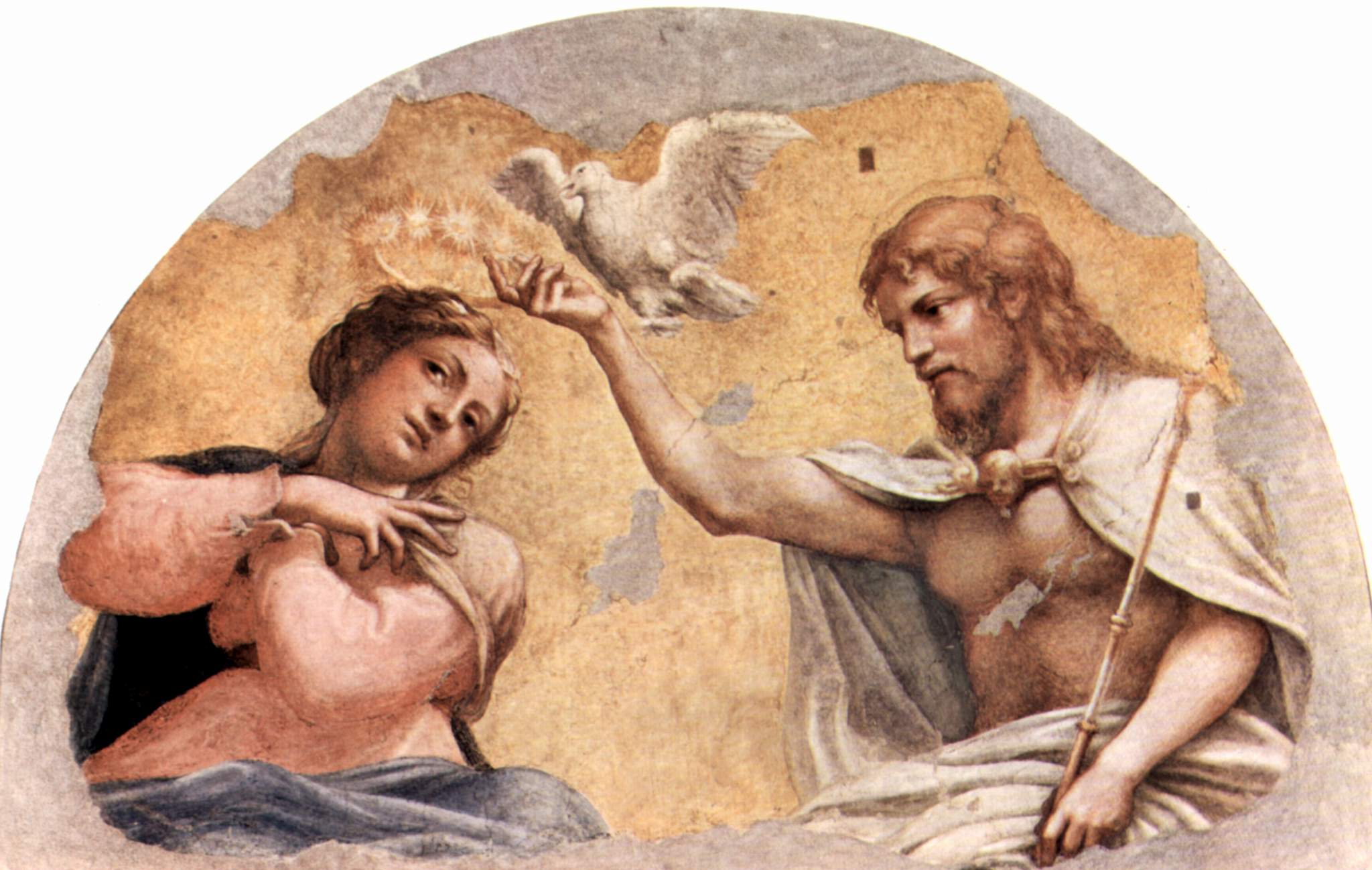
Correggio,l'Incoronazione della vergine, Parma, Galleria Nazionale, affresco staccato dall'abside di San Giovanni Evangelista

## I rapporti coi Carracci
Gabriele Bombasi fu un appassionato d'arte. Nel periodo in cui era vissuto a Reggio, si era interessato soprattutto alla scultura, ed era buon amico del celebre scultore reggiano Prospero Spani detto il Clemente. Il Bombasi anzi rivendicò la bravura dell'artista con una lettera scritta a fine 1572 al Vasari, decisamente critica nei confronti della scarsa considerazione e delle errate notizie riportate sullo scultore reggiano dal pittore fiorentino nelle sue Vite. Nella lettera il Bombasi diceva di possedere del Clemente "due ritratti in marmo, con due bellissimi Amori a canto". Negli anni ottanta del Cinquecento, quando si trovava a Parma, il Bombasi ebbe modo di conoscere i fratelli Carracci, che trascorsero dei periodi nel ducato per studiare l'arte del Correggio.
Nella primavera del 1587, quando l'abside della chiesa di San Giovanni Evangelista stava per essere abbattuta per il necessario ampliamento del coro, il Bombasi incaricò Annibale Carracci di copiare su grandi tele gli affreschi del Correggio che decoravano l'abside stessa, raffiguranti l'Incoronazione della vergine, e i santi Benedetto, Giovanni Battista, Giovanni Evangelista e Giovanni primo abate della chiesa. Il Bombasi già nell'agosto 1588 risulta possedere, le copie predette realizzate dal Carracci, oltre alle copie dei dodici imperatori del Tiziano, forse anch'esse attribuibili al Carracci. In quella data, il Bombasi, desideroso di disfarsi di una sua bella villa posta nei pressi del torrente Parma all'interno delle mura cittadine, la mise in vendita col mezzo di una lotteria, nella quale inserì anche tutti i mobili della sua sontuosa dimora. La lotteria poi per vari motivi non ebbe esito alcuno.
Il Bombasi svolse assai probabilmente un ruolo determinante nel far avere al Carracci alcune importanti committenze a Reggio, nella seconda metà degli anni ottanta: tra queste si possono ricordare la Assunta e la Elemosina di San Rocco per l'oratorio di San Rocco, la Madonna di San Matteo per la Basilica di San Prospero (le tre pale si trovano oggi a Dresda); e ancora la Madonna di San Luca della cappella dei notai del Duomo, oggi al Louvre. Ma anche il Compianto su Cristo morto della collezione Bridgewater, oggi distrutto, era un tempo di proprietà di uno stretto parente del Bombasi, tale Turno Fontanelli, che poi lo donò alla chiesa di San Prospero. Il Bombasi possedeva inoltre un Arcangelo Gabriele, opera leggiadra di Annibale, che oggi si trova al museo di Chantilly. Asdrubale Bombasi, figlio superstite di Gabriele, lasciò per testamento al cardinale Alessandro d'Este un altro quadro di Annibale Carracci rappresentante un Onore, o un Amor di Virtù, oggi a Dresda.
Nell'ultimo decennio del Cinquecento, il Bombasi, come detto, si trovava a Roma a Palazzo Farnese con il cardinale Odoardo; è assai probabile che grazie al Bombasi i fratelli Annibale e Agostino Carracci siano stati chiamati a Roma al servizio del cardinale, dove fra l'altro, come noto, realizzarono gli stupendi affreschi della Galleria Farnese. Per la sua cappella della chiesa di San Caterina della Rosa di Roma, il Bombasi commissionò ad Annibale Carracci una Santa Margherita copia della San Caterina della Madonna di San Luca allora nel Duomo di Reggio; per la cimasa dell'altare, il Carracci disegnò una Incoronazione della Vergine, posta in opera poi da Innocenzo Tacconi, tratta da quella derivata dall'affresco del Correggio in San Giovanni Evangelista. Il Bombasi, nel suo monumento funebre, decise di ricordare entrambe le città a cui era affezionato, ovvero Reggio e Parma; onorando ancora una volta il pittore che più aveva amato, ovvero il Correggio, attraverso un Annibale Carracci che, nelle opere commissionate dal gentiluomo reggiano, esibì un evidente stile correggesco.

## Le Opere
La prima opera scritta dal Bombasi fu Alidoro. Non fu mai pubblicata, e se ne conserva l'unica copia manoscritta nella Biblioteca Panizzi di Reggio Emilia. La tragedia fu rappresentata il 2 novembre 1568 a Reggio. Vi presenziarono sia i duchi di Ferrara (Alfonso II e la seconda moglie, Barbara d'Austria, che proprio in quei giorni fece il suo trionfale ingresso in Reggio), che il Duca Ottavio Farnese, oltre ad altri importanti feudatari e nobili della zona: l'Alidoro è stata considerata da alcuni studiosi come un'anticipazione del melodramma, la cui nascita si fa di solito risalire alla Camerata Fiorentina (1580-1589). La tragedia in sé non era particolarmente fantasiosa. Era divisa in cinque atti, e stesa in endecasillabi. La scena si svolge in un paese nordico e narra le vicende di Alidoro, figlio di Lampritio, re d'Inghilterra, abbandonato subito dopo la nascita, rinchiuso in una cassa, e buttato nel mare. Salvatosi, Alidoro cresce in incognito, poi si innamora di Cordilla, pure figlia del re e sua sorella.
Ella, ignorandone la vera identità, lo ama a sua volta e, segretamente, lo sposa. Il perfido re, saputa la cosa, uccide Cordilla e Alidoro la vendica, uccidendo a sua volta il re. Successivamente Alidoro apprende di essersi reso reo di incesto e parricidio, e si chiude in prigione per tutta la vita. L'accompagnamento musicale, peraltro, doveva essere piuttosto interessante, ma non se ne conserva più traccia; non si sa neppure chi abbia composto le musiche, anche se lo stesso Bombasi potrebbe avervi contribuito. Le scene, poi, erano particolarmente ricercate e sfarzose; e caratterizzate dalla presenza di statue e rilievi "non finte di pietra[...], ma scolpite in effetto di quell'esquisito marmo di Luna" dal "Clemente emulo vittorioso della Natura". Si trattava del già citato celebre scultore reggiano Prospero Spani detto il Clemente (1516-1584), come si è visto amico del Bombasi.
Il Bombasi stesso scrisse pochi giorni dopo e pubblicò un analitico resoconto della rappresentazione della tragedia, dal titolo Il successo dell'Alidoro, uscito per i tipi di Hercoliano Bartoli in Reggio nel 1568. Si tratta di un lavoro molto interessante per la precisione della descrizione e perché indica con chiarezza i motivi delle scelte fatte dai reggiani che misero in scena l'opera. Né l'Alidoro fu l'unico componimento scritto dal Bombasi. Si ha infatti notizia di un'altra tragedia, la Lucrezia romana, da lui scritta verosimilmente negli anni reggiani, ma oggi perduta. Ne parlò Ridolfo Arlotti con grandi lodi in una sua lettera al figlio di Gabriele, Asdrubale. Nel 1587 pubblicò l'elogio funebre del duca Ottavio Farnese, da lui recitato ai funerali in Steccata nel marzo: In funere Octavii Farnesii. Oratio, edito a Parma per Erasmo Viotti.

## Galleria d'immagini

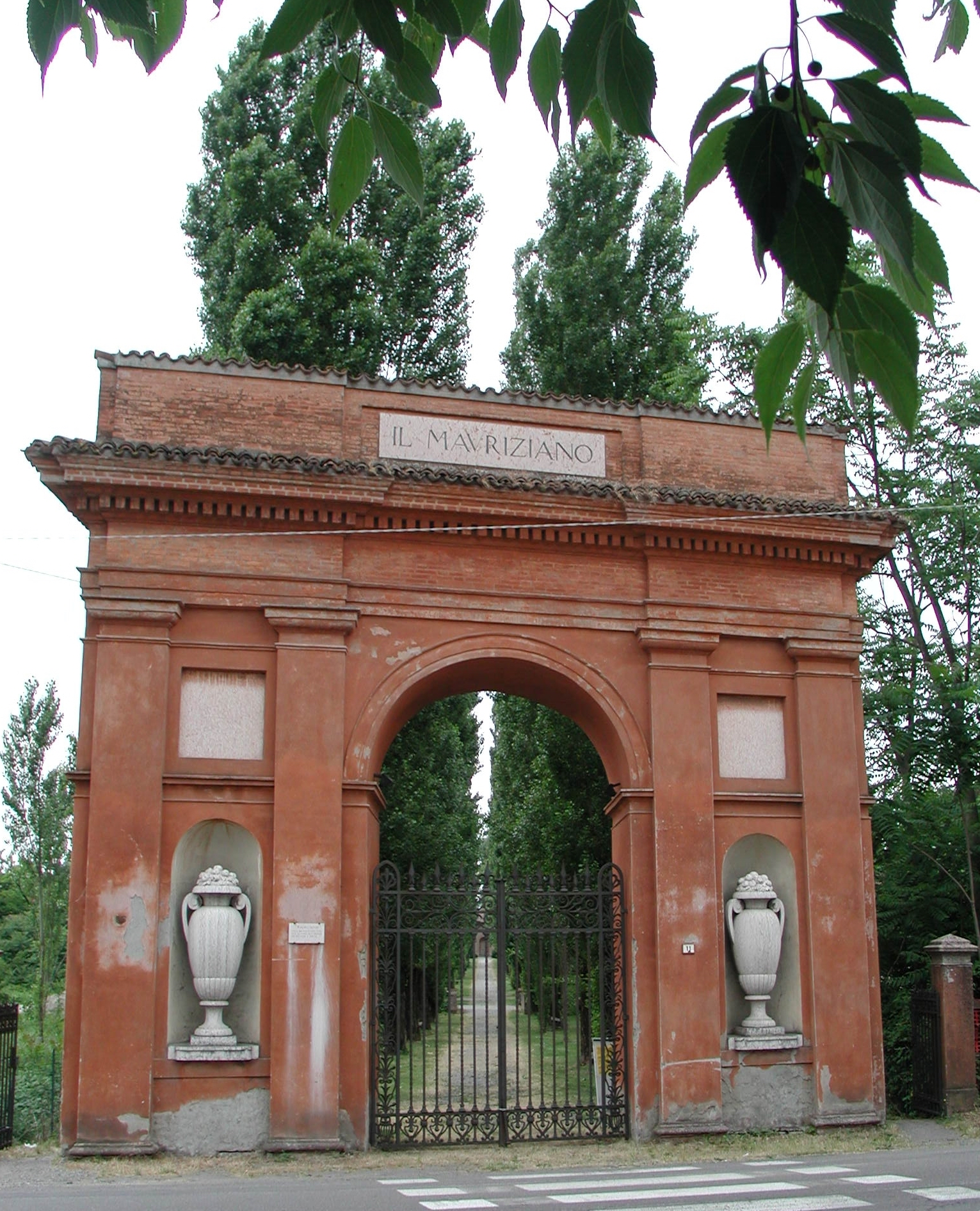
Arco di accesso al Mauriziano
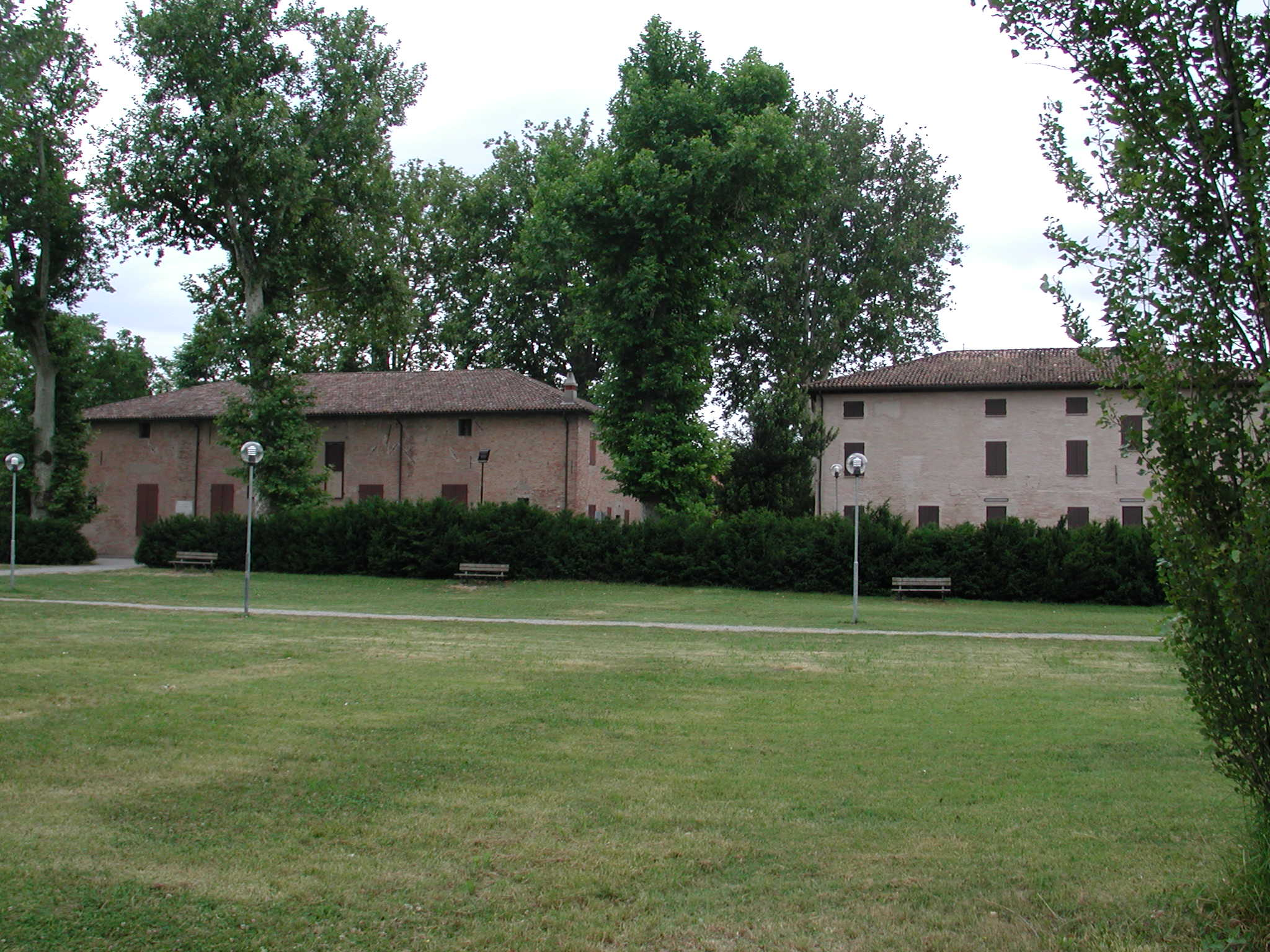
Il Mauriziano
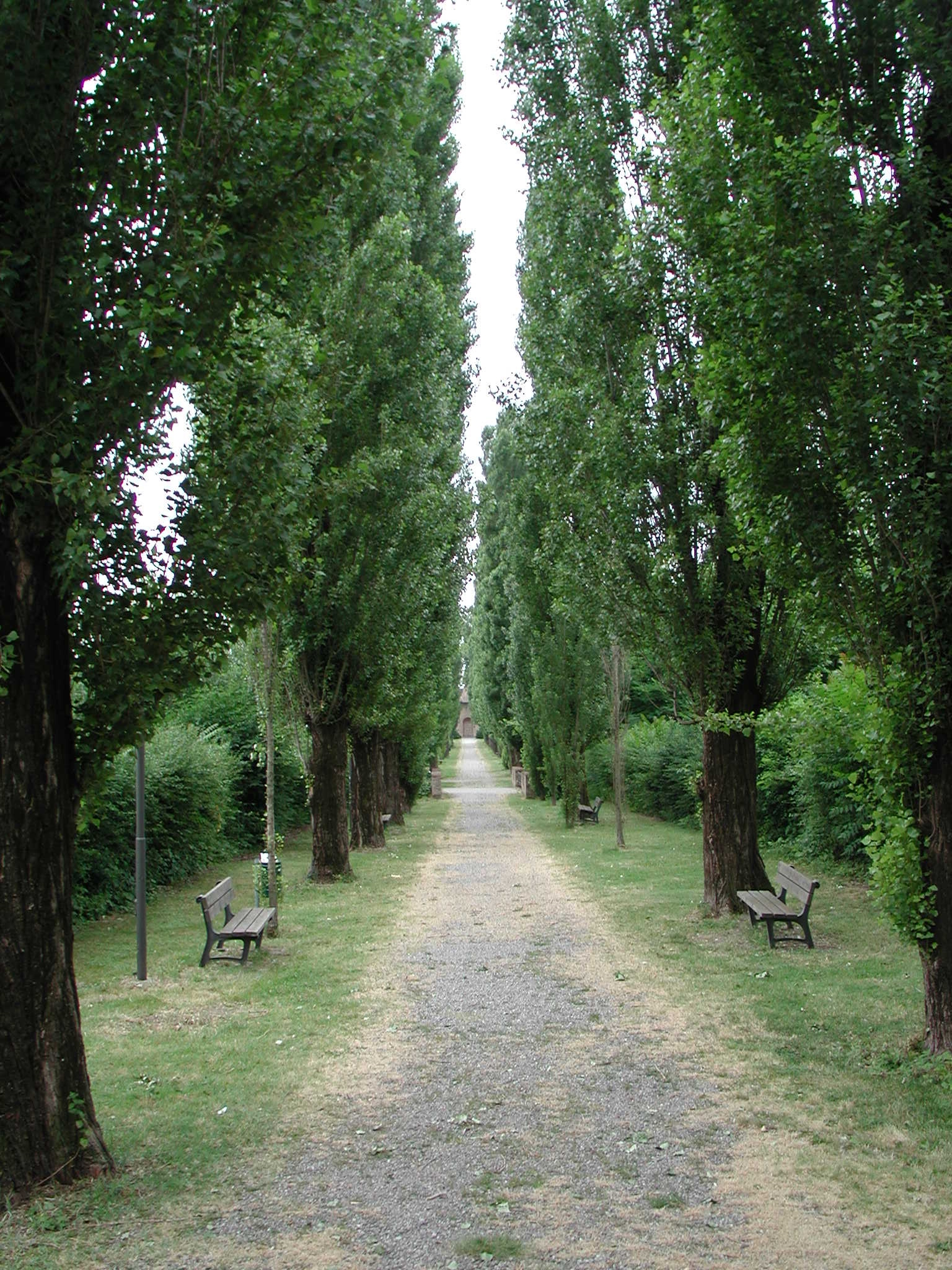
Entrata al Mauriziano